# Agapetus incertulus
Agapetus incertulus là một loài Trichoptera trong họ Glossosomatidae. Chúng phân bố ở miền Cổ bắc.